# 荘司宏太
荘司 宏太（しょうじ こうた、2000年5月22日 - ）は東京都八王子市出身のプロ野球選手（投手）。左投左打。東京ヤクルトスワローズ所属。

## 経歴

### プロ入り前
小学校2年生の時に軟式野球を始めた。八王子市立ひよどり山中学校在学時は硬式野球のクラブチームである昭島リトルシニアでプレーした。駿台甲府高等学校に進学し、1年夏からベンチ入り。在学中、甲子園出場はなかった。
高校卒業後は国士舘大学へ進学。1年春からベンチ入りし、東都2部で通算1勝1敗、防御率3.65の成績を残した。
大学卒業後はセガサミーへ入社。
2024年10月21日に開催されたドラフト会議にて、東京ヤクルトスワローズから3位指名を受けた。11月18日、契約金5000万円、年俸1200万円で入団に合意した（金額は推定）。背番号は30。担当スカウトは丸山泰嗣。

### ヤクルト時代
2025年はオープン戦で6試合に救援登板。合計6回を投げ無安打無失点と結果を残し、開幕一軍が決定した。開幕後は3月29日の読売ジャイアンツ戦（東京ドーム）にてプロ初登板。1回を無失点に抑えた。4月9日の阪神タイガース戦（阪神甲子園球場）にてプロ初ホールドを記録。その後も無失点投球を続け、4月27日の中日ドラゴンズ戦（バンテリンドーム）にて8回に救援登板して無失点に抑えたことで、それまで山本哲哉が1996年に記録したものが最高記録であった球団新人の連続試合無失点記録を9試合に更新した。この活躍ぶりから、新人ながら勝ち試合の8回を任されるようになっていた。その後連続試合無失点を11に伸ばすも、コンディション不良のため5月8日に出場選手登録を抹消された。抹消後は1週間のノースロー調整を経てリハビリをこなし、6月6日に二軍で実戦復帰を果たすと、同14日に一軍へ復帰し、無失点に抑えた。しかし次の登板となった同17日の東北楽天ゴールデンイーグルス戦で7回に登板するもオスカー・ゴンザレスに犠飛を打たれ、プロ初登板からの連続試合無失点記録は13試合目で途切れた。

## 選手としての特徴
岡島秀樹のようなリリース時に捕手を見ずに投球する“あっち向いてホイ”投法から最速150km/hのストレートを投げる。また、平均119km/hと球速差が大きく空振り率の高いチェンジアップを決め球とし、他にもスライダー、カーブを持つ。

## 詳細情報

### 記録

#### 初記録
投手記録
- 初登板：2025年3月29日、対読売ジャイアンツ2回戦（東京ドーム）、1回無失点[18]
- 初奪三振：同上、6回裏に中山礼都から空振り三振[19]
- 初ホールド：2025年4月9日、対阪神タイガース2回戦（阪神甲子園球場）、7回裏に3番手で救援登板、1回無失点[7]
- 初勝利：2025年7月26日、対中日ドラゴンズ15回戦（明治神宮野球場）、7回表に2番手で救援登板、1回無失点[20]

#### その他の記録
- プロ初登板から12試合連続無失点※東京ヤクルト球団記録[14]

### 背番号
- 30（2025年[1] - ）